# Xylocopa rejecta
Xylocopa rejecta är en biart som beskrevs av Joseph Vachal 1910. Xylocopa rejecta ingår i släktet snickarbin, och familjen långtungebin. Inga underarter finns listade i Catalogue of Life.